# Чекранов, Юрий Андреевич
Юрий Андреевич Чекранов (31 октября 1943, Уфа — 16 декабря 2021, там же) — советский мотоциклист, выступавший в обычном спидвее и спидвее на льду; мастер спорта СССР международного класса (1968). Серебряный призёр командного чемпионата мира (1964).

## Биография

### Спидвей
Юрий Андреевич Чекранов родился 31 октября 1943 года в Уфе. Воспитанник спортивного мотоклуба Строительного треста №3 (тренер — А. М. Ахмадеев). В 1963 году незадолго до своего 20-летия стал чемпионом РСФСР по спидвею в личном первенстве, набрав 14 очков в пяти заездах и опередив Леонида Дробязко и Владимира Коваленко. Через год в составе уфимской «Башкирии» выиграл командный чемпионат СССР, одержав ещё три победы с башкирским клубом в чемпионате СССР. Бронзовый призёр кубка СССР в командном первенстве 1969 года.
В составе сборной СССР по спидвею — серебряный призёр командного чемпионата мира 1964 года и 1966 годов. Неоднократный участник товарищеских матчей по спидвею. В 1964 году впервые со сборной СССР по спидвею участвовал в серии заездов по Великобритании, выступал 10 июля в матче против «Норвич Старз». В том же году включён британским журналом Speedway Star в список 20 лучших спидвей-гонщиков мира. В 1965 году участвовал в турне по Великобритании в составе сборной СССР, принимал участие в матче против сборной Западной Англии 12 июля.

### Спидвей на льду
Чекранов также выступал в спидвее на льду, став в 1966 году бронзовым призёром чемпионата РСФСР и чемпионом СССР в личном первенстве (в полуфинале чемпионата СССР в Ленинграде он обошёл Габдрахмана Кадырова, а затем победил и в финале). Свои победы он чаще одерживал в сильные морозы (иногда ниже 25 градусов). В том же году он выступал на чемпионате мира, считаясь одним из его фаворитов: в ленинградском полуфинале он снова выиграл гонку, обойдя Габдрахмана Кадырова. На первом этапе финала в Уфе он долгое время лидировал, но под конец гонки, не справившись с управлением на высокой скорости, упал и в итоге занял только 2-е место. На втором этапе во время последней серии заездов он снова стал вторым из-за оторвавшейся подножки мотоцикла, уступив Габдрахману Кадырову. Ещё два этапа прошли на московском стадионе «Динамо»: при более тёплой погоде и короткой дорожке он не смог показать свои результаты и попал только в заезд за бронзу с чехом Антонином Швабом, но не смог завоевать даже эту медаль.
В 1967 году во время финала чемпионата СССР по спидвею на льду Чекранов получил перелом позвоночника. Через год ему удалось выиграть первенство РСФСР, но в том же году на финале чемпионата СССР в Новосибирске его выбил из седла главный судья. В 1973 году он в качестве запасного попал в четвертьфинал чемпионата РСФСР в Салавате, выиграл два заезда и прошёл в полуфинал в качестве запасного. Одержав победу, он снова подобным образом попал в финал и снова стал чемпионом РСФСР.

### Тренер
Окончил Ленинградский институт физической культуры имени П. Ф. Лесгафта в 1975 году. В 1978—1980 годах был старшим тренером уфимского спидвей-клуба «Башкирия». В 1979 годах его подопечные выиграли чемпионат СССР, когда Юрий Андреевич был старшим тренером клуба. Также Чекранов участвовал в авторалли и шоссейных гонках за рулём «Москвича-412», специально разработанного в лаборатории дорожных испытаний Уфимского мостостроительного завода.
Также он руководил мотокружком в Уфимском Дворце пионеров и работал тренером по спидвею в Белоруссии.

### Личная жизнь
Сын — Кирилл Чекранов, представлял Республику Беларусь на чемпионатах Европы по мотокроссу.
Скончался 16 декабря 2021 года в Уфе.

## Достижения
Спидвей
- Чемпион РСФСР в личном первенстве: 1963
- Чемпион СССР в командном первенстве: 1964, 1967, 1968, 1969
- Серебряный призёр чемпионата СССР в командном первенстве: 1963
- Бронзовый призёр Кубка СССР в командном первенстве: 1969
- Серебряный призёр чемпионата мира в командном первенстве: 1964[англ.] (Игорь Плеханов, Геннадий Куриленко, Юрий Чекранов, Борис Самородов)[10]

Мотогонки на льду
- Чемпион СССР в личном первенстве: 1966
- Чемпион РСФСР в личном первенстве: 1968, 1973